# 风流家族
《風流家族》（英語：[Happy Family] 错误：{{Lang}}：文本有斜体标记（帮助））是一部2002年上映邱禮濤執導的家庭喜劇片。張家輝、锺镇涛、盧巧音、葉童等主演。

## 故事介绍
香世仁（鐘鎮濤 飾）將香氏集團交給兒子港生（張家輝 飾）打理，自己與香太太（葉童 飾）在家中研究為家族故事出書及拍電影。港生在公司遇到持有父親介紹信的嘉嘉（盧巧音 飾），二人兩情相悅，準備結婚，卻被父親告知嘉嘉是其同父異母的妹妹。港生傷心之餘為了讓嘉嘉放棄，轉而投入酒會上認識的Sabrina（陳敏之 飾）的懷抱，在被Sabrina告知其懷有港生身孕，準備結婚時，再次被父親告知Sabrina也是香世仁私生女。父子倆覺得生活無希望，準備跳樓輕生，香太太卻趕來揭開了家族中更大的秘密。

## 演员表
| 演員   | 角色     | 備註     |
| 張家輝 | 香港生   |          |
| 锺镇涛 | 香世仁   |          |
| 盧巧音 | 嘉嘉     |          |
| 葉童   | 香太太   |          |
| 李蕙敏 | 嘉嘉母親 |          |
| 陳敏之 | Sabrina  |          |
| 張堅庭 | 導演     |          |
| 袁潔瑩 | 心理醫生 |          |
| 黃佩霞 | 亦珠     | 作家     |
| 劉以達 |          |          |
| 葉偉信 |          |          |
| 鄒凱光 | 阿管     | 香家管家 |
| 雷宇揚 | 嘉嘉父親 |          |
| 盧淑儀 |          |          |
| 齊芷瑤 |          |          |
| 關寶慧 | 記者     |          |
| 林祖輝 |          |          |
| 馬學明 |          |          |
| 麥子善 |          |          |
| 邱禮濤 |          |          |
| 黃靖華 |          |          |
| 盧海鷹 |          |          |

## 外部連結
- 開眼電影網上《风流家族》的資料（繁體中文）
- 豆瓣电影上《风流家族》的資料 （简体中文）
- 时光网上《风流家族》的資料（简体中文）
- AllMovie上《风流家族》的资料（英文）
- 香港影庫上《风流家族》的資料（繁體中文）
- 互联网电影数据库（IMDb）上《风流家族》的资料（英文）